# Pietro Roffi
Pietro Roffi (17 ottobre 1992) è un fisarmonicista e compositore italiano.

## Biografia
Nato nel 1992, ha cominciato a suonare la fisarmonica all’età di sei anni e si è laureato al Conservatorio Santa Cecilia di Roma con lode e menzione d’onore.
Nel settembre del 2018 ha debuttato come solista all’Auditorium Parco della Musica di Roma con l’Orchestra dell'Accademia Nazionale di Santa Cecilia sotto la direzione di Carlo Rizzari, eseguendo in prima assoluta una Serenata scritta dal premio Oscar Dario Marianelli dedicata ad Ennio Morricone, alla presenza di Sergio Mattarella.
Si è esibito da solista in importanti sale da concerto, come il Die Glocke di Brema o il Romanian Athenaeum di Bucarest con la National Youth Orchestra of Romania.
Ha svolto tournée in Inghilterra (con le sonate di Domenico Scarlatti), a Malta, Cina, Lituania (con le Variazioni Goldberg di Johann Sebastian Bach), Argentina, Australia.. Nel febbraio del 2018 esordisce come compositore pubblicando il singolo per fisarmonica dal titolo Est Ovest e il 14 settembre dello stesso anno esce l'EP Tutto Tango con il pianista Alessandro Stella.
Nel 2017 ha registrato la colonna sonora per il film Nome di donna (di Marco Tullio Giordana) scritta da Dario Marianelli. Sempre per Dario Marianelli ha inciso la colonna sonora del film Pinocchio (film 2019) di Matteo Garrone insieme alla Roma Tre Orchestra.
Il 20 settembre 2019 è uscito il suo primo album come compositore che include dieci composizioni originali per fisarmonica ed elettronica per l'etichetta Inri Classic.
Il 27 Marzo 2020 per l'etichetta INRI Classic è uscito il singolo "Daydream" con Matthew S e Gian Marco Castro,unendo talento e creatività in un brano scritto a sei mani per lanciare un messaggio importante: la musica non si ferma mai.

## Discografia

### Singoli
- 2018 - Est Ovest (Continuo Records)[14]
- 2018 - Chopin (Continuo Records)[20]
- 2020 - Daydream (Inri Classic)[21]

### EP
- 2018 - Tutto Tango (Continuo Records - con Alessandro Stella, pianoforte)[22]

### Album
- 2019 - 1999 (Inri Classic)[23]